# Polioptila facilis
A Polioptila facilis a madarak osztályának a verébalakúak (Passeriformes) rendjéhez és a szúnyogkapófélék (Polioptilidae) családjához tartozó faj.

## Rendszerezése
A fajt Zimmer, JT írta le 1942-ben. Besorolása vitatott, egyes szervezetek szerint a Polioptila guianensis alfaja Polioptila guianensis facilis néven.

## Előfordulása
Dél-Amerikában, Brazília és Venezuela területén honos.

## Megjelenése
Testhossza 10-11 centiméter, testtömege 6-7 gramm.